# Apiozna 1-reduktaza
U enzimologiji, apioza 1-reduktaza (ЕЦ 1.1.1.114) je enzim koji katalizuje sledeću hemijsku reakciju
-apiitol + NAD+ {\displaystyle \rightleftharpoons } D-apioza + NADH + H+
Dva supstrata ovog enzima su D-apiitol i +, dok su njegova 3 proizvoda -apioza, , i +.
Ovaj enzim pripada familiji oksidoreduktaza, specifično onih koje deluju na CH-OH grupi donora sa NAD+ ili NADP+ akceptorom. Sistematsko ime ove enzimske klase je D-apiitol:NAD+ 1-oksidoreduktaza. Druga imena u čestoj upotrebi su D-apiozna reduktaza, i D-apiitolna reduktaza.  

## Literatura
- Hanna R, Picken M and Mendicino J (1973). „Purification of a specific D-apiitol dehydrogenase from a Micrococcus isolated from the surface of germinating parsley seeds”. Biochim. Biophys. Acta. 315: 259—271.
- Neal DL, Kindel PK (1970). „D-apiose reductase from Aerobacter aerogenes”. J. Bacteriol. 101 (3): 910—5. PMC 250409 . PMID 4314545.
- Nicholas C. Price; Lewis Stevens (1999). Fundamentals of Enzymology: The Cell and Molecular Biology of Catalytic Proteins (Third изд.). USA: Oxford University Press. ISBN 019850229X.
- Eric J. Toone (2006). Advances in Enzymology and Related Areas of Molecular Biology, Protein Evolution (Volume 75 изд.). Wiley-Interscience. ISBN 0471205036.
- Branden C; Tooze J. Introduction to Protein Structure. New York, NY: Garland Publishing. ISBN 0-8153-2305-0.
- Irwin H. Segel. Enzyme Kinetics: Behavior and Analysis of Rapid Equilibrium and Steady-State Enzyme Systems (Book 44 изд.). Wiley Classics Library. ISBN 0471303097.